# 北部軍管区 (日本軍)
北部軍管区（ほくぶぐんかんく）は、1940年から1945年まで置かれた大日本帝国陸軍の軍管区の一つである。北海道と樺太を範囲とし、1944年までは東北地方北部も含んだ。

## 変遷
1940年7月24日制定（26日公布、8月1日施行）の陸軍管区表改定（昭和15年軍令陸第20号）で、それまで陸軍管区の最上位だった
師管の上に軍管区を置くことになり、北部軍管区・東部軍管区・中部軍管区・西部軍管区の4軍管区の設置が決められた。このうち北部のみ司令部の編成が遅れ、12月2日に北部軍司令部が管轄する北部軍管区が設けられた。旭川師管・弘前師管を含み、樺太・北海道・青森県・岩手県・秋田県・山形県を範囲とした。
1943年（昭和18年）2月、北部軍を改組し北方軍が編成され、北部軍隷下部隊と大本営直属の北海守備隊を編入した。
1944年（昭和19年）3月16日に、北方軍を改組して、東北地方北部を防衛担任から外した第5方面軍が発足した。3月25日制定（27日公布、施行）の陸軍管区表改定（昭和19年軍令陸第3号）で、東北地方北部の弘前師管が東部軍管区に移管した。これにより、北部軍管区は北海道・樺太・千島の旭川師管だけを範囲とするようになった。
1945年（昭和20年）2月1日から大本営は本土決戦を睨み、内地の軍の編制を改めた。内地にある各部隊を作戦部隊・管区部隊に分け、作戦部隊は方面軍にまとめ、管区部隊は軍管区部隊として軍管区司令部の下に置いた。ただし、第5方面軍司令部と北部軍管区司令部は司令官以下大部分兼任である。
8月の敗戦後、軍管区の意義はほぼ失われたが、復員業務のため11月までは軍管区司令部が残された。法令上の廃止は、第一復員省が発した1946年（昭和21年）3月30日の一復達第4号により、3月31日になされた。

## 北部軍管区司令部の人事
司令官
- （兼）樋口季一郎中将：1945年2月1日[5] -

参謀長
- （兼）萩三郎中将：1945年2月1日[5] -

参謀副長
- 星駒太郎少将：1945年8月6日[5] -

高級副官
- 沢畑養一中佐：1945年2月1日[5] -

兵器部長
- 小川権之助少将：1945年2月1日 - 1945年3月19日[5]
- 吉川喜芳少将：1945年3月19日[5] -

経理部長
- （兼）矢代藤一主計中将：1945年2月10日[6] -

軍医部長
- 植林昌四郎軍医少将：1945年2月1日[5] -

獣医部長
- 並河才三獣医大佐：1945年2月1日[5] -

法務部長
- 大久保省二法務大佐：1945年2月10日[5] -

兵務部長
- 石田保秀中将：1945年3月31日[5] -